# Bernhard von Heiden
Bernhard von Heiden (* im 16. Jahrhundert; † im 17. Jahrhundert) war Domherr in Münster.

## Leben
Bernhard von Heiden wurde als Sohn des Lutzo von Heiden und dessen Gemahlin Katharina von Westerholt zu Lembeck geboren und gehörte dem evangelischen Glauben an. Im Jahre 1570 wurde er als Domherr emanzipiert und kam im November bzw. Dezember 1587 in den Besitz der Obödienz Averholthausen. Beim Kapitelstag am 12. November 1575 waren zehn Kapitulare evangelisch; sechzehn gehörten dem katholischen Glauben an.
Am 11. Dezember 1589 verzichtete er zugunsten Georgs von Heiden. Seine Obödienz übernahm Bernhard von Westerholt am 18. Dezember 1589. Im Jahre 1606 setzte sich Bernhard in den Besitz von Gut Engelrading und heiratete Kunigunde von Neuhof. Die Güter wurden im Jahre 1608 verkauft.